# Yangsong
Yangsong (kinesiska: 杨宋, 杨宋镇) är en köping i Kina. Den ligger i stadsdistriket Huairou i Pekings storstadsområde, i den norra delen av landet, omkring 47 kilometer nordost om stadskärnan. Antalet invånare är 24 642. Befolkningen består av 11 308 kvinnor och 13 334 män. Barn under 15 år utgör 11,0 %, vuxna 15-64 år 79 %, och äldre över 65 år 8,0 %.